# Gare de Saluggia
La gare de Saluggia (en italien, Stazione di Saluggia) est une gare ferroviaire italienne de la ligne de Turin à Milan, située à Castelrosso-Torassi sur le territoire de la commune de Saluggia, dans la province de Verceil en région du Piémont.
Elle est mise en service en 1855. C'est une gare voyageurs, classée bronze, des Rete ferroviaria italiana (RFI), desservie par des trains Trenitalia R.

## Situation ferroviaire
Établie à environ 188 mètres d'altitude, la gare de Saluggia est située au point kilométrique (PK) 38,391 de la ligne de Turin à Milan entre les gares de Torrazza-Piemonte et de Sant'Antonino-di-Saluggia.

## Histoire
La station de « Saluggia » est mise en service le 8 avril 1855 par la Società della ferrovia da Torino a Novara, lorsqu'elle ouvre à l'exploitation la section de Verceil à Chivasso de sa ligne de Turin à Novare.
En 1856, la ligne de Turin à Novare est officiellement inaugurée le 20 octobre et exploitée par la Compagnie du chemin de fer Victor-Emmanuel qui a absorbé par fusion la compagnie d'origine.

## Service des voyageurs

### Accueil
Gare voyageurs RFI, classée bronze, elle dispose d'un bâtiment voyageurs avec un bureau et un automate pour l'achat de titres de transport régionaux. Elle est équipée de deux quais latéraux.
La traversée des voies et l'accès aux quais s'effectuent par un passage souterrain.

### Desserte
Saluggia est desservie par des trains régionaux (R) Trenitalia des relations : Turin-Porta-Nuova - Novare, Chivasso - Novare, Ivrée - Novare.

### Intermodalité
Le stationnement des véhicules est possible à proximité.